# Edinburg (Dakota del Norte)
Edinburg es una ciudad ubicada en el condado de Walsh, Dakota del Norte, Estados Unidos. Tiene una población estimada, a mediados de 2021, de 196 habitantes.

## Geografía
La localidad está ubicada en las coordenadas 48°29′44″N 97°51′47″O / 48.49556, -97.86306 (48.495502, -97.862968). Según la Oficina del Censo de los Estados Unidos, tiene una superficie total de 0.82 km², correspondientes en su totalidad a tierra firme.

## Demografía
Según el censo de 2020, en ese momento había 199 personas residiendo en la localidad. La densidad de población era de 242.68 hab./km². El 97.49% de los habitantes eran blancos, el 0.50% era amerindio y el 2.01% eran de una mezcla de razas. Del total de la población, el 1.51% eran hispanos o latinos de cualquier raza.